# Glad He's Gone
"Glad He's Gone" é uma canção gravada pela cantora sueca Tove Lo para seu quarto álbum de estúdio, Sunshine Kitty (2019). Foi lançado mundialmente em 31 de maio de 2019 e atendido por estações de rádio mainstream americanas em 18 de junho de 2019 pela Republic Records, como o primeiro single do álbum. A canção foi escrita por Lo e seus produtores, Struts e Shellback. "Glad He Gone" é uma música electropop, pop e pop ambiente com letras apresentando Lo olhando e conversando com uma amiga que tem um namorado exigente.
Comercialmente, "Glad He Gone" figurou entre os 40 primeiros na Suécia e na Bélgica e alcançou a posição 19 na Nova Zelândia. Os críticos musicais deram críticas positivas à canção. Um videoclipe dirigido por Vania Heymann e Gal Muggia foi carregado na conta oficial de Lo no YouTube em 17 de junho de 2019. O vídeo foi indicado para Melhor videoclipe na 62ª cerimônia do Grammy, tornando-se a segunda indicação geral de Lo e a primeira por seu trabalho solo.

## Antecedentes
Em 28 de maio de 2019, Tove Lo postou uma prévia em sua conta no Instagram, que mostra um gato amarelo chamado Sunshine Kitty dançando um trecho de uma nova música. A música foi disponibilizada simultaneamente para pré-venda junto com a possibilidade de se tornar um membro do "Sunshine Kitty Club".

## Gravação e composição
"Glad He Gone" foi gravada no MXM Studios e Wolf Cousins Studios em Estocolmo, Suécia. Foi mixado por Serban Ghenea no MixStar Studios em Virginia Beach, Virgínia, e masterizado por Chris Gehringer no Sterling Sound em Nova Iorque. Foi escrita por Lo, Shellback, Ludvig Söderberg e Jakob Jerlström e produzida por Shellback e The Struts. Shellback forneceu percussão, guitarra, baixo, teclas e programação para a faixa, enquanto Söderberg também executou as duas últimas.
Musicalmente, "Glad He Gone" é uma música electropop, pop e pop ambiente com uma linha de guitarra acústica. Ela também contém uma "batida de rap discreta com produção pop". Chris DeVille do Stereogum descreveu o som da faixa como uma "mistura de programação de bateria hip-hop, guitarras de rock alternativo lite e processamento vocal pós-EDM de néon ondulado". Paige Sims, escrevendo para Earmilk, referiu-se à canção como uma "canção mais despojada" de Lo, enquanto Earmilk e Idolator consideraram a canção mais "amigável para o rádio" do que os lançamentos anteriores da cantora.
Sobre a música, ela afirmou: "É a conversa de ânimo obrigatória que você dá à sua amiga quando ela está passando por um rompimento. Você está lembrando a ela que ela é sua parceira no crime e mostrando apoio incondicional [...] história que eu acho que as garotas precisam ouvir. Você quer saber que seus amigos estão lá para você durante um rompimento. É sobre toda a diversão que você pode ter depois de um desgosto".
A música engloba Tove cuidando de sua amiga que tem um namorado que é muito exigente com sua amiga e nunca está totalmente satisfeita, deixando a amiga de Tove chateada e culpando a si mesma por não ser boa o suficiente para ele. Tove mostra compaixão e amor por sua amiga durante toda a música e lembra que ela não precisa dele em sua vida para ser feliz.
Tove começa a música cantando que ela está feliz que o ex-namorado da sua amiga se foi, já que ela está melhor sem ele — "Ele se foi, ele se foi / Você está melhor, eu estou feliz que ele tenha ido".
A amiga de Tove sempre faz concessões para que seu namorado o faça feliz e lhe dê o que ela acredita que ele quer, mas o namorado dela nunca fica totalmente satisfeito e a amiga de Tove acaba se culpando por não ser boa o suficiente para ele. Ela abre mão de Tove, que expressa sua frustração ao ver sua amiga tão chateada com o namorado que não a trata bem, não importa o quanto ela tente fazê-lo feliz.
Tove pergunta a sua amiga se ela teve recaídas e voltou para o ex-namorado depois de já tê-lo deixado uma vez, aludindo ao fato de que isso acontece com frequência — "Você lhe deu um oral de aniversário?" — e a amiga responde que "sim". Em seguida Tove pergunta se o ex-namorado de sua amiga a fez voltar para ele – "Deixou ele ejacular em você?" — e a amiga responde que "sim". Tove quer saber se o ex-namorado realmente conhece sua amiga por dentro e por fora, da mesma forma que Tove conhece — "Ou mostrou a ele sua loucura?" — e ai a amiga responde que "não". A amiga de Tove muitas vezes acaba “lotando” seu ex-namorado com mensagens de texto no fim de semana. Tove pergunta a sua amiga se ela o devolveu depois de já ter se separado uma vez (possivelmente mais) só para se sentir melhor, já que o rompimento de seu(s) crime(s) o afetou. No entanto, não importa quantas vezes a amiga volte ao seu ex, Tove sabe que ela sabe que precisa seguir em frente, porque ele não é bom para ela — "Você cedeu ao ego dele? / Só pra passar mais confiança? / Eu acho que você sabe que é hora de partir".
Tove reforça sua amiga para não derramar nenhuma lágrima mais do que ela já tem derramado para o único cara responsável por causar tanto sofrimento em sua vida — "Não chore por esse otário / só um babaca, isso é uma chatice". Tove quer que sua amiga vá para os clubes com ela e encontre outro cara que realmente valha o tempo dela — "Dance a noite toda, pegue o número de alguns caras". Tove diz a sua amiga que este verão será o "seu" verão. Elas irão se divertir, sair, conhecer novos caras, viver a vida e experimentar coisas novas. Ela pede a sua amiga que para limpar sua mente e esquecer do seu ex, ela deve conhecer outros caras e possivelmente encontrar um, se ela estiver pronta para seguir em frente — "Mas não fique seca nesse verão / Quer superar, vá pra debaixo dos lençóis".
Tove quer que sua amiga entenda claramente que não importa a quem ela namore, ela sempre será a única a ter a amiga de volta, não importa o que aconteça. Ela explica que se o ex realmente amava sua amiga, ele teria apreciado ela por todos os lados dela — não apenas o que ela mostrou a ele.
No final, Tove explica, dizendo que elas não são apenas amigas — elas são melhores amigas. Elas se conhecem há anos e ambas se ajudaram em seus relacionamentos e experiências anteriores juntas. Tove quer que sua amiga saiba que seu ex conteve muito da liberdade que eles compartilhavam juntos, devido a colocá-la em um relacionamento tóxico que a fazia sentir que ela não era boa o suficiente.

## Recepção crítica
Após o seu lançamento, os críticos musicais deram críticas positivas a "Glad He's Gone". Mike Wass, do Idolator, disse que a música "soa como uma faixa tipicamente eletro-pop com um coro matador" e "mais acessível e amigável ao rádio" do que a era Lady Wood. Ele chamou a música de "bop agressivo" e "o equivalente musical de uma conversa animada". Kirsten Spruch, da Billboard, opinou que "é inteligente e cheio de sabedoria, mas não compromete o lirismo irônico que torna Tove tão adorável", chamando-a de uma "faixa contagiante para o verão". Peter Helman, do Stereogum, disse "'Glad He's Gone' é um bop tingido de violão". Claire Shaffer, da Rolling Stone, opinou que a canção "é tanto sobre o poder da amizade quanto sobre dizer a um homem medíocre para pegar a estrada", descrevendo-a como "uma faixa com uma reviravolta". Nina Corcoran, do Consequence of Sound, considerou-a uma "canção de separação autoconfiante".

## Videoclipe
Um vídeo com a letra de "Glad He Gone" estreou em 31 de maio de 2019, junto com o lançamento do single. Um vídeo em formato vertical foi enviado ao canal oficial da cantora no YouTube em 12 de junho de 2019, com a estreia do videoclipe oficial cinco dias depois, e um vídeo dos bastidores com estreia em 6 de agosto de 2019 na mesma plataforma. O vídeo oficial foi dirigido por Vania Heymann e Gal Muggia e produzido pela ICONOCLAST. No vídeo, Tove Lo consola uma amiga que terminou a relação com o namorado. Lo acha que "pode ser o melhor" videoclipe de sua carreira e acrescentou:
| “ | Conta a história da música SO WELL enquanto é um mini filme de ação bizarro. Adorei trabalhar com os diretores Vania & Muggia, que tiveram essa ideia genial. As quatro filmagens diurnas e noturnas em Kiev foram muito intensas, mas com a melhor e mais trabalhadora equipe! Na verdade, me fez perceber o quanto eu amo atuar (e que sou um amigo realmente comprometido, haha). | ” |

O vídeo segue um tópico semelhante, com Lo recebendo um telefonema em um encontro, saindo para colocar a mente de sua amiga à vontade. Em vez de simplesmente ficar do lado de fora do restaurante, Lo vagueia por todo o planeta, através de furacões, desertos e até mesmo em cima de trens e prédios altos - falando ao telefone com sua amiga.
O vídeo culmina em uma montagem insana, enquanto Lo é presa por atacar um ladrão. Enquanto ainda fala ao telefone, a cantora é interrogada e enviada para a prisão, sai da prisão, muda sua identidade e foge da lei... mas não antes de parar no encontro dela, que ainda está sentado esperando por ela, para conseguir pagar a conta.

## Faixas e formatos
Download digital
1. "Glad He's Gone" – 3:16

Download digital – (Remixes) – EP
1. "Glad He's Gone" (Major Lazer Remix) – 2:37
2. "Glad He's Gone" (ELZIRA Remix) – 3:08
3. "Glad He's Gone" (Jayda G Remix) – 5:41
4. "Glad He's Gone" (Major Lazer Extended Remix) – 2:59

## Créditos e pessoal
Gestão
Publicado pela Republic Records e UMG — administrado por Kobalt (ASCAP) e Warner Chappell
Gravação
- Gravado em MXM Studios (Estocolmo, Suécia) e Wolf Cousins Studios (Estocolmo, Suécia)
- Mixado no MixStar Studios (Virginia Beach, Virgínia)
- Masterizado em Sterling Sound (Cidade de Nova Iorque, Nova Iorque)

Canção
- Tove Lo — vocais, compositora, letrista, vocais de fundo
- Ludvig Söderberg — produtor, compositor, letrista, teclados, programação
- Jakob Jerlström — produtor, compositor, letrista
- Shellback — produtor, compositor, letrista, guitarra, baixo, percussão
- Chris Gehringer — masterização
- Serban Ghenea — mixagem
- John Hanes — assistente de mixagem

Créditos da música adaptados do Genius e Tidal.
Vídeo de música
| - Direção de Vania Heymann e Gal Muggia - Produzido por ICONOCLAST - Produtor — Nathan Schottenfels - Diretor de criação — Charlie Twaddle - Representante de diretores — Jamie Rabineau (Lark Creative) - Fotografia — Menno Mans - Editores — Gal Muggia e Vania Heymann - Efeitos visuais — Vania Heymann - Simulações (EV) — Laboratórios de Fenômenos - Cor e design do título — Tal Baltuch - Design de som — Shlomi Attias - Partida — AMENDOIM - Elenco — Nohmad (Paris), Eva Vollmar (Berlim), Ziv Mamon (Tel-Aviv) | - Supervisor de produção — Matt Oehlberg - Projeto de tratamento — Eliel Ford - Estilista de Tove Lo — Annie + Hannah - Estilista de cabelo de Tove Lo — Korey Fitzpatrick - Maquiador de Tove Lo — Colby Smith - BTS — Garret Guidera - Serviço de produção Kiev — Shelter.film - Produtor executivo — Albert Zurashvili - Produtor — Yulia Foster - Diretor de arte — Misha Levchenko - Adereços — Yulia Dubitskaya - Figurinista — Valentin Bren - Maquiagem — Dasha Taivas | - DP da segunda unidade — Denis Luschik - 1º administração — Grits - 2º administração — Vadim Yuzba - Chefe de licitação — Marina Karmolit - Gerente de produção — Max Matveev - Coordenadora de produção — Gena Shevchenko - PA — Eugene Slavnyi - Chaparone — Nikita Ilchenko - Responsável — Eugene Malik - Extrator de foco — Ilya Vartanian - 1º ato — Dmytro Mykhailov - Reprodução — Max Sukhovii - VTR — Valentin Grib |

Créditos do vídeo retirados do site YouTube.

## Desempenho nas paradas musicais
| País — Tabela musical (2019)     | Melhor posição |
| -------------------------------- | -------------- |
| Bélgica (Ultratip da Valônia)    | 40             |
| Lituânia (AGATA)                 | 94             |
| Nova Zelândia (Hot Singles RMNZ) | 19             |
| Suécia (Sverigetopplistan)       | 38             |

## Histórico de lançamento
| Região         | Data                | Formato                    | Versão        | Gravadora | Ref.          |
| -------------- | ------------------- | -------------------------- | ------------- | --------- | ------------- |
| Várias         | 31 de maio 2019     | Download digital streaming | Original      | Republic  | [ 24 ] [ 31 ] |
| Estados Unidos | 18 de junho de 2019 | Rádios mainstream          | TBA           | Republic  | [ 32 ]        |
| Várias         | 17 de julho 2019    | Download digital streaming | EP de Remixes | Republic  | [ 33 ] [ 25 ] |